# Malacký sultanát
Malacký sultanát (malajsky Kesultanan Melayu Melaka) se nacházel na jižní oblasti Malajského poloostrova a ve střední části Sumatry. Roku 1402 jej založil sultán Paramešvára. Jeho centrum se nacházelo v Malakce. Poté, co na počátku 16. století Malakku napadli Portugalci, započalo období tzv. Portugalské Malakky a na území Malackého sultanátu vznikl Džohorský sultanát.

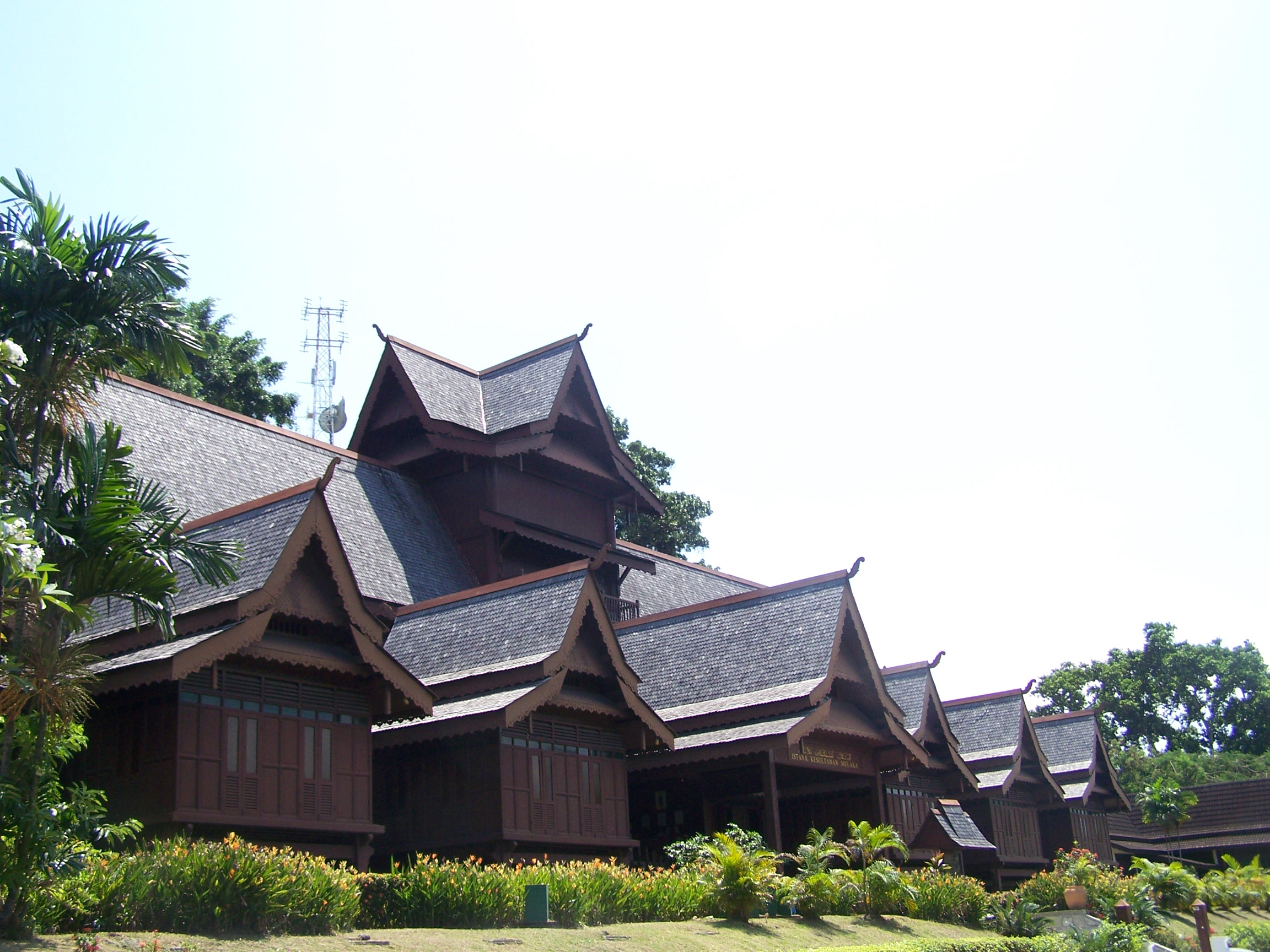
Replika paláce malackého sultána dle dochovaných informací, konstrukce a architektura spadá do období sultána Mansúra Šáha (vládl 1458–1477)